# Delta-Nonalactona
La delta-nonalactona és un compost químic que es troba al whisky de Bourbon.